# Nenngröße 1

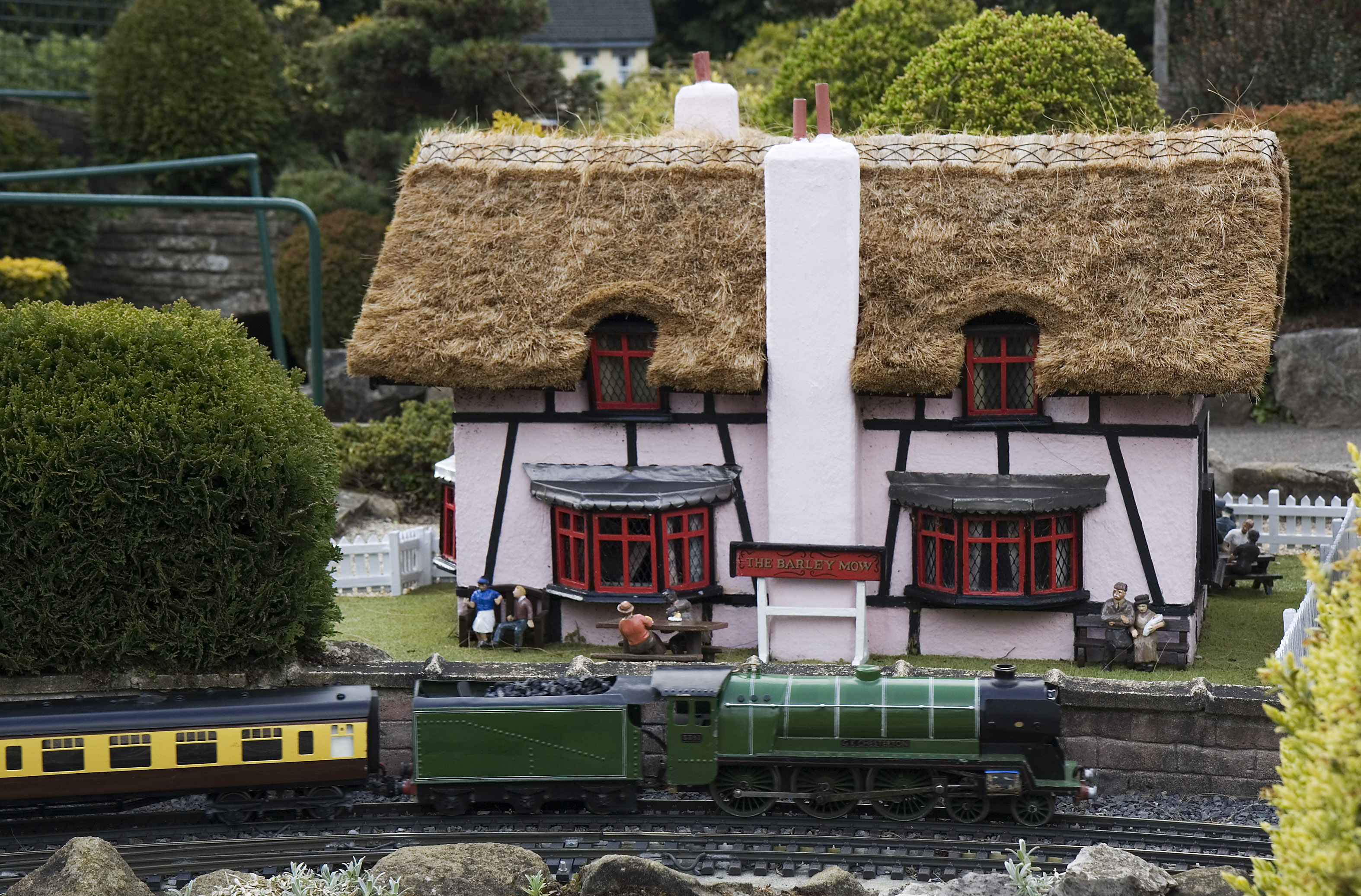
Spur-I-Gartenbahn in der Miniaturlandschaft des Bekonscot Model Village (England)

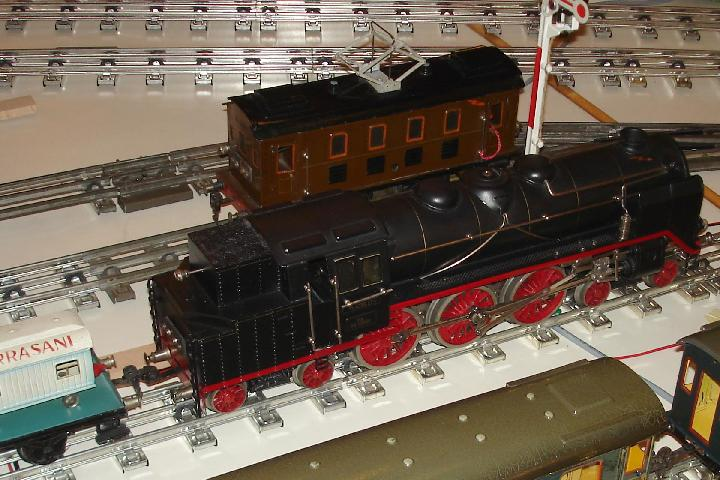
Spur I Tin-Plate Spielzeugeisenbahn der Firma Märklin

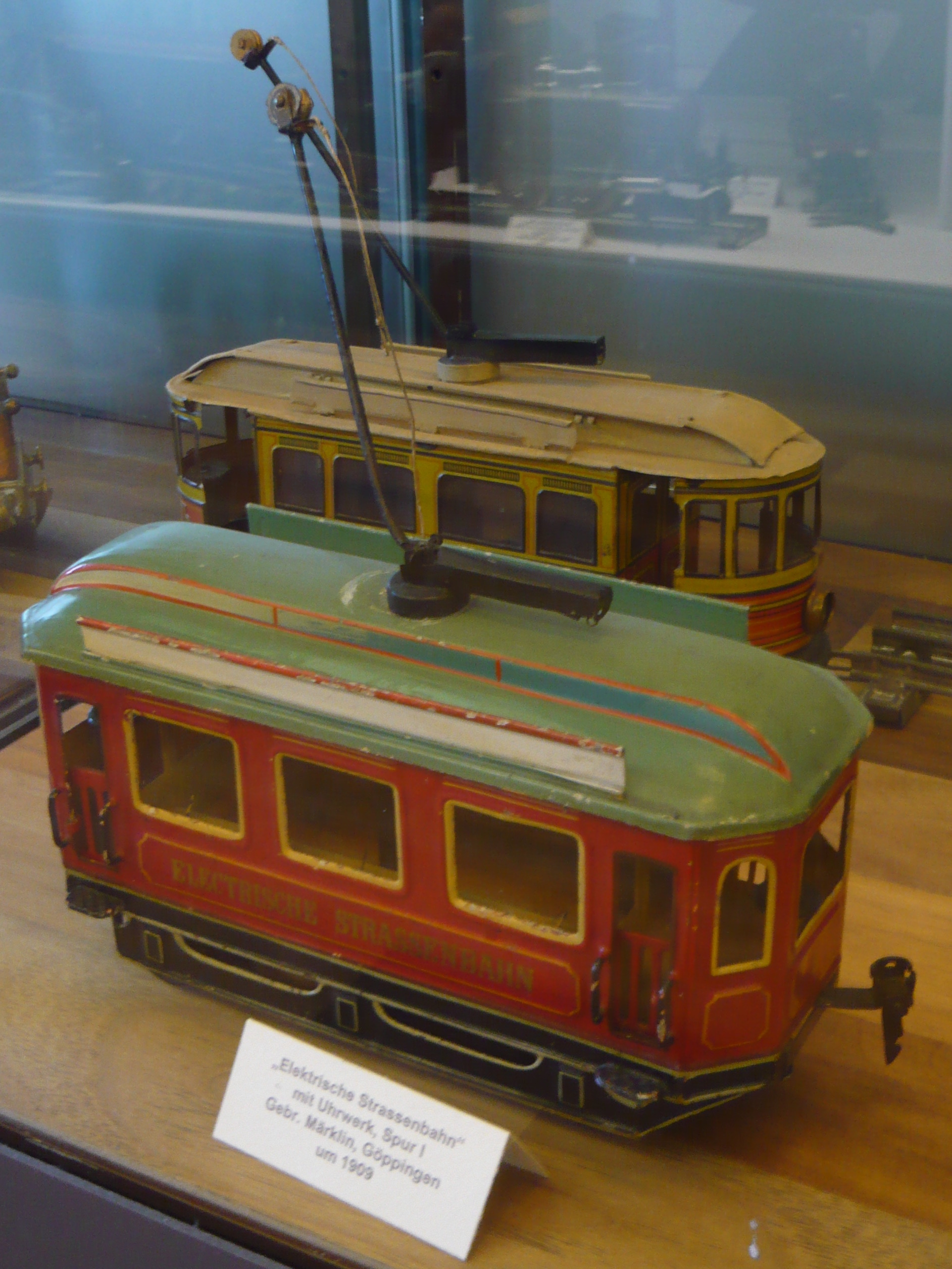
Märklin-Straßenbahn in Spur I mit Uhrwerk (ca. 1909) im Zürcher Spielzeugmuseum

Die Nenngröße I (gesprochen: Nenngröße eins) ist eine in den Normen Europäischer Modellbahnen (NEM) und den Normen der National Model Railroad Association (NMRA) genormte Baugröße für Modelleisenbahnen. Verschiedentlich wird sie auch als Nenngröße 1 bezeichnet. Der Maßstab beträgt 1:32. Die Normalspur mit einer Vorbild-Spurweite von 1435 mm weist dabei eine Modell-Spurweite von 45 mm auf und wird umgangssprachlich als Spur I oder Kaiserspur bezeichnet.
Es gibt Fahrzeugmodelle und Zubehör im preisgünstigen Spielzeugeisenbahn-Segment bis zu hochwertigen Fahrzeugmodellen und Zubehör, die ihren großen Vorbildern in nichts nachstehen. Der Antrieb der Fahrzeugmodelle erfolgt vorwiegend über Elektromotoren. Bei hochwertigen Dampflokomotiv-Modellen aus industrieller Fertigung sowie bei Modellen von Hobby-Modellbauern ist der Dampfmaschinenantrieb als sogenannter Echtdampfbetrieb verbreitet.

## Geschichte
1891 präsentierte Märklin – bis dahin Hersteller von Puppenküchen, Kreiseln und Schiffsmodellen – erstmals eine Spielzeugeisenbahn mit Uhrwerkantrieb in der Nenngröße 1 und konnte im weiteren Verlauf ca. 1909 auch erstmals eine Art Normung dieser Größe durchsetzen.
Bis dahin hatte es unter den Modelleisenbahnen Unterschiede in den Größen gegeben, die es verhinderten, einzelne Teile verschiedener Bahnen miteinander zu kombinieren, selbst wenn sie vom selben Hersteller stammten. 
Einige Jahre war dies die am meisten produzierte Größe diverser Hersteller, auch weil kleinere Größen zunächst nicht zuverlässig funktionierend hergestellt werden konnten. Ab ca. 1895 gewann die um ca. 1/3 kleinere Spur 0 an Bedeutung, die wegen des geringeren Platzbedarfes Spur 1 bereits Marktanteile abnahm.  Ab 1935 gewann dann – zunächst durch die Vereinigte Spielwaren Fabriken Nürnberg als TRIX Express vorgestellt – die nochmals halbierte Nenngröße H0, historisch auch als Nenngröße 00 im angelsächsischen Bereich benannt, große Verbreitung. Bis zum Zweiten Weltkrieg wurden die Nenngrößen 0 und 00/H0 wegen des geringeren Platzbedarfes und des vergleichsweise günstigen Preises marktbeherrschend und die Produktion von Modellen und Zubehör der Spur 1 wurde herstellerübergreifend eingestellt.
Nachdem die Nenngröße 1 jahrelang vollständig aus den Katalogen der Großserienhersteller verschwunden war, wagte Märklin 1969 einen Neuanfang in diesem großen Maßstab mit der Umschreibung "die neue 1". Zunächst als Spielbahn ausgelegt, zogen Dampflokomotive der DB-Baureihe 80 und eine Diesel-Werkslokomotive  erste Personen- und Güterwagen dieser alten Spurweite in Wohnzimmern und Gärten. Ab 1978 wurde die Baugröße anspruchsvoller ausgerichtet, bis 1984 auch das legendäre „Schweizer Krokodil“ in dieser Baugröße vorgestellt wurde und damit hochwertige, aber auch sehr teure Modelle verfügbar waren.
1994 erlebte die Spur 1 eine Renaissance der klassischen Blech-Technologie als „Maxi-Bahn“, einer Spielbahn für Kinder, deren Herstellung jedoch langsam zurückgefahren und 2008 schließlich eingestellt wurde. 
Seit dem Jahr 1980 nutzt auch die damals eingeführte Spielzeugeisenbahn des Herstellers Playmobil diese Spurweite.

## Spurweiten
Für die Nenngröße I sind im Maßstab 1:32 in den Normen Europäischer Modellbahnen (NEM) die folgende Modell-Spurweiten festgelegt:
| Spur    | Bezeichnung | Modell-Spurweite | Vorbild-Spurweite          | Verwendung bei Vorbild-Spurweiten |
| ------- | ----------- | ---------------- | -------------------------- | --------------------------------- |
| I       | Normalspur  | 45 mm            | 1435 mm                    | von 1250 mm bis 1700 mm           |
| Im      | Meterspur   | 32 mm            | 1000 mm                    | von 850 mm bis < 1250 mm          |
| Ie      | Schmalspur  | 22,5 mm          | 0750 mm, 760 mm und 800 mm | von 650 mm bis < 850 mm           |
| Ii (If) | Feldbahn    | 16,5 mm          | 0500 mm und 600 mm         | von 400 mm bis < 650 mm           |
| Ip      | Parkbahn    | 12 mm            | 0381 mm                    | von 300 mm bis < 400 mm           |

## Begriffe Nenngröße I und Nenngröße 1
Ursprünglich wie auch heute wird die Nenngröße eigentlich mit der römischen Zahl I bezeichnet. Nach den Normen Europäischer Modellbahnen wird die Bezeichnungsweise mit römischen Ziffern weiterhin bevorzugt, die Nenngrößen I und größer dürfen aber auch mit arabischen Ziffern bezeichnet werden.

## Hersteller (Auswahl)
Aktuelle Markennamen und Hersteller
- Bockholt, Dassendorf
- Dingler, Meckenbeuren
- Hübner (bis 2007, z. T. von Märklin fortgeführt)
- Kiss, Viernheim
- KISS Modellbahnen Schweiz
- KM1, Lauingen
- Märklin, Göppingen
- Wunder, Viernheim
- MBW, Mülheim
- Manufaktur FT, Lippstadt (Zubehör)
- Spur-1.at, Vöcklabruck
- Modelbex, Bex
- Lematec, Bex

Ehemalige Markennamen und Hersteller
- Bassett-Lowke
- Bing
- Georges Carette
- Kraus-Fandor